# Stade Ngalandou Diouf
Le stade Ngalandou Diouf, est un stade sénégalais de football situé dans la ville de Rufisque.
Doté de 7 500 places, le stade est l'enceinte à domicile des clubs de football de l'ASC Yakaar et du Teungueth FC.
Des combats de lutte sénégalaise ont régulièrement lieu dans le stade.

## Histoire
Le stade est rénové en 2018 après une fermeture entre 2011 et 2018.